# Peter Atkinson (Fußballspieler, 1929)
Peter Maurice Carl Atkinson (* 20. September 1929 in Spilsby; † 29. Januar 2000 in Leatherhead) war ein englischer Fußballspieler.

## Karriere
Der aus Lincoln stammende Atkinson kam aus beruflichen Gründen nach Walsall und trat dort zunächst dem lokalen YMCA-Fußballklub bei; um 1948 schloss er sich als Amateur dem FC Walsall an. Atkinson spielte zunächst für das Reserveteam in der Birmingham Combination und wurde anlässlich eines Spiels bei Banbury Spencer von der heimischen Presse für seine Leistung als „Hauptattraktion“ und „einfach herausragend“ gelobt. Nachdem er 1949 zum Profi aufgestiegen war, debütierte Atkinson überraschend am 22. April 1950 bei einem Auswärtsspiel gegen den FC Reading in der Third Division South, als er Stammtorhüter Jack Lewis bei einem 1:1-Unentschieden ersetzte.
Zur Saison 1950/51 wurde Atkinson an den walisischen Southern-League-Neuling AFC Llanelly ausgeliehen, da er sich dort aus beruflichen Gründen aufhielt. Llanelly hatte sich zudem mit weiteren Profis wie Arthur Taylor, Dougie Wallace und Jock Stein verstärkt, seinen dortigen Platz im Tor verlor er vermutlich nach zwei Fehlern bei einem 5:5-Unentschieden in einer Partie des FA Cups gegen Merthyr Tydfil Mitte Oktober 1950 und kam daher auch einen Monat später in der Hauptrunde des Wettbewerbs in den drei Partien gegen die Bristol Rovers nicht zum Einsatz.
Ende 1951 bestritt Atkinson für die erste Mannschaft von Walsall sein zweites und letztes Pflichtspiel. Zu diesem Zeitpunkt arbeitete er als Landvermesser in Swansea und trat als Teilzeitprofi für Walsalls Reserveteam in Erscheinung. Der Klub hatte mit Lewis nur einen Profitorhüter im Kader; als dieser sich am 25. Dezember verletzte, sollte Atkinson am Boxing Day zum Einsatz kommen. Da Atkinson aber nicht in der Lage war, so kurzfristig anzureisen, musste Walsall für die Partie bei Southend United den Feldspieler Billy Green ins Tor stellen (Endstand 0:3). Für die folgende Partie am 29. Dezember stand Atkinson dann zur Verfügung, die bereits im Tabellenkeller stehende Mannschaft verlor das Auswärtsspiel bei Norwich City mit 0:8 (fünf Tore von Roy Hollis). Trotz der deutlichen Niederlage wurde Atkinsons Leistung presseseitig gelobt und von den Heimfans mit Beifallsrufen bedacht. An Ostern 1952 hätte Atkinson nochmals zum Einsatz kommen sollen; da er erneut unabkömmlich war, kam stattdessen Gordon Chilvers zu seinem Profidebüt. Daher blieb die Partie gegen Norwich sein letzter Auftritt in der Football League, Walsall belegte am Saisonende den letzten Tabellenplatz.